# Caitlin Clark
Caitlin Clark (nascida em 22 de janeiro de 2002) é uma jogadora de basquete profissional americana da Indiana Fever da Women's National Basketball Association (WNBA). Ela jogou basquete universitário pelo Iowa Hawkeyes e foi amplamente considerada uma das maiores jogadoras universitárias de todos os tempos. Clark é a maior cestinha de todos os tempos da Divisão I da NCAA e foi duas vezes a jogadora nacional do ano com os Hawkeyes.
Clark estudou na Dowling Catholic High School, na sua cidade-natal de West Des Moines, localizada no estado de Iowa, nos Estados Unidos. Ainda no ensino médio, foi nomeada uma McDonald's All-American e rankeada em quarto lugar entre calouros do seu ano pela ESPN. Na sua primeira temporada com os Iowa Hawkeyes, ela liderou a NCAA Division I em pontos e venceu prêmios All-American pelo destaque. No segundo ano, Caitlin Clark se tornou a primeira mulher a liderar os rankings tanto em número de pontos quanto de assistências em uma única temporada. Em seu terceiro ano, venceu todos os principais prêmios de jogadora do ano e levou Iowa a final do Torneio Nacional de Basquete Universitário Feminino da NCAA, onde os Hawkeyes foram derrotados por LSU. Na sua última temporada na universidade, Clark quebrou os recordes de pontos na história do basquete universitário, tanto masculino, quanto feminino.
A nível internacional, Caitlin Clark se consagrou campeã em três ocasiões com a seleção americana, incluindo dois ouros no Campeonato Mundial de Basquetebol Feminino Sub-19, em 2019 e 2021. No último foi eleita a MVP do torneio. Durante sua carreira universitária, Clark segue sendo reconhecida por trazer altos indíces de audiência e atenção para o basquete feminino nos Estados Unidos. É também uma das jogadoras mais bem pagas da NCAA por meio de contratos de patrocinadores.